# Алборова, Юлия Игоревна
Юлия Игоревна Алборова (род. 28 мая 1992, Москва) — российская спортсменка, чемпионка (2015 год) и бронзовый призёр (2011, 2019) чемпионатов России по вольной борьбе, бронзовый призёр розыгрыша Кубка России 2014 года, мастер спорта России международного класса. Выступала в лёгкой весовой категории (до 59 кг). Её наставниками были В. И. Белогубов и Ю. А. Скрылев.

## Спортивные результаты
- Чемпионат России по женской борьбе 2011 года — ;
- Кубок России 2014 года — ;
- Чемпионат России по женской борьбе 2015 года — ;
- Чемпионат России по женской борьбе 2019 года — ;
- Чемпионат России по женской борьбе 2022 года — ;